# Estación Central (Metro de Lima y Callao)
Estación Central es la decimotercera estación actualmente en construcción de la línea 2 del Metro de Lima y Callao, en Perú. Estará ubicada en la interconexión de la Estación Central de la primera línea del Metropolitano. Será construida de manera subterránea en el distrito de Lima. Se tiene previsto su inauguración general en 2028. El presidente de la ATU, José Aguilar, indicó que las obras en Paseo Colón se extenderían por aproximadamente 13 meses. El 7 de julio de 2024 empezaron los trabajos de construcción.  En el futuro, también será la decimotercera estación de la línea 3 que será de manera subterránea. Durante los trabajos de excavación se hallaron infraestructura de la época republicana compuesto de dos albañales y la base de una pileta que datarían de los inicios del siglo XIX.
En agosto de 2024, se informó que la tuneladora Delia atravesó la Estación Central.
En septiembre de 2024, se informó que las obras civiles de la estación tiene un avance de 8.73%.
En noviembre de 2024, se anunció el cierre del acceso vehicular subterráneo hacia la Vía Expresa, programado para el 2 de diciembre, debido a los trabajos de construcción de la estación. El 6 de enero de 2025 se inició el cierre del acceso subterráneo a la Vía Expresa.
En enero de 2025, se informó que las obras civiles de la estación tiene un avance de 36.54%.
Estará ubicada en la avenida Paseo Colón altura de la avenida Garcilaso de La Vega con el jirón Washington.
La estación Central del Metro de Lima y Callao tendrá una interconexión mediante un túnel de aproximadamente 180 metros de longitud con la estación Central del Metropolitano.